# Roccagloriosa
Roccagloriosa är en ort och kommun i provinsen Salerno i regionen Kampanien i Italien. Kommunen hade 1 698 invånare (2017).